# Caboclinho-do-sertão
O caboclinho-do-sertão (Sporophila nigrorufa), chamado em espanhol de semillero rojinegro, o sementeiro-rubro-negro, é uma espécie de ave paseriforme da família Thraupidae pertencente ao numeroso género Sporophila. É nativo do interior da América do Sul.

## Distribuição e habitat
Distribui-se a partir do  leste da Bolívia (leste de Santa Cruz; recentemente encontrado também nos Llanos de Moxos, no nordeste de Beni) e no sudoeste de Brasil (oeste de Mato Grosso e possivelmente no Mato Grosso do Sul. Um registro no norte de Argentina parece tratar de uma identificação equivocada, mas é muito provável que ocorra no norte de Paraguai, na fronteira com Bolívia (região do rio Negro).
Esta espécie é considerada rara a pouco comum local em seus habitats naturais: os pastizales inundáveis até os 500 m de altitude. Aparentemente não é um migrante de longas distâncias.

## Estado de conservação
O caboclinho-do-sertão em sido qualificado como vulnerável pela União Internacional para a Conservação da Natureza (IUCN) como sua pequena população, estimada entre 600 e 1700 indivíduos adultos, se presume estar sofrendo e rápida decadência populacional como resultado da perda de habitat e sua degradação.

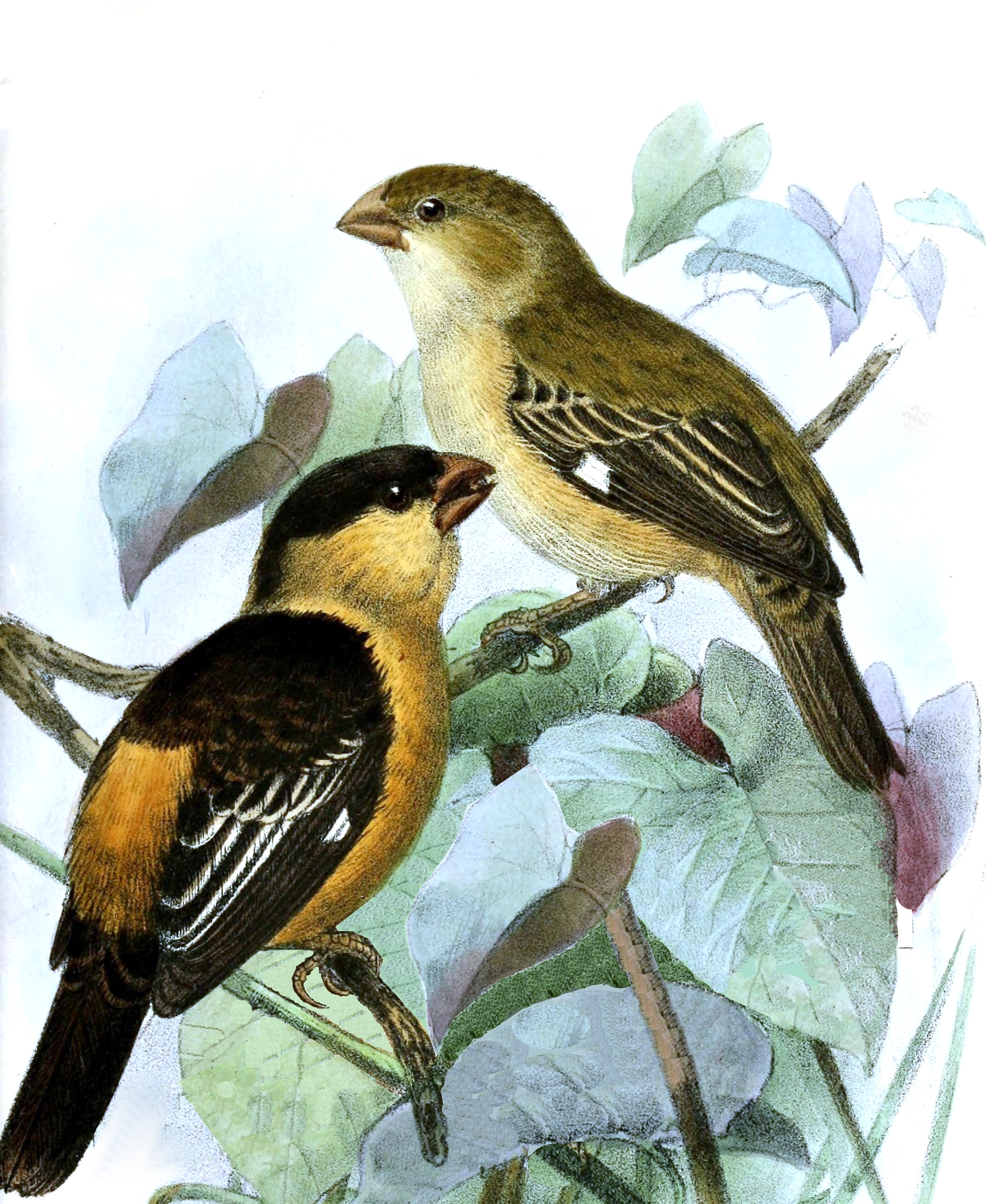
Spermophila nigrorufa = Sporophila nigrorufa, macho (adiante) e fêmea (detrás), ilustração de Keulemans em The Ibis, 1871.

### Descrição original
A espécie S. nigrorufa foi descrita pela primeira vez pelos ornitólogos franceses Alcide d'Orbigny & Frédéric de Lafresnaye em 1837 sob o nome científico Pyrrhula nigro-rufa; a localidade tipo é Chiquitos, na Bolívia.

### Etimologia
O nome do gênero Sporophila é uma combinação das palavras do grego «sporos»: semente, e  «philos»: amante; e o nome da espécie «nigrorufa» compõe-se das palavras do latín  «niger»: negro, e «rufus»: rufo, avermelhado.
É monotípica.